# Claude-Louis Desrais

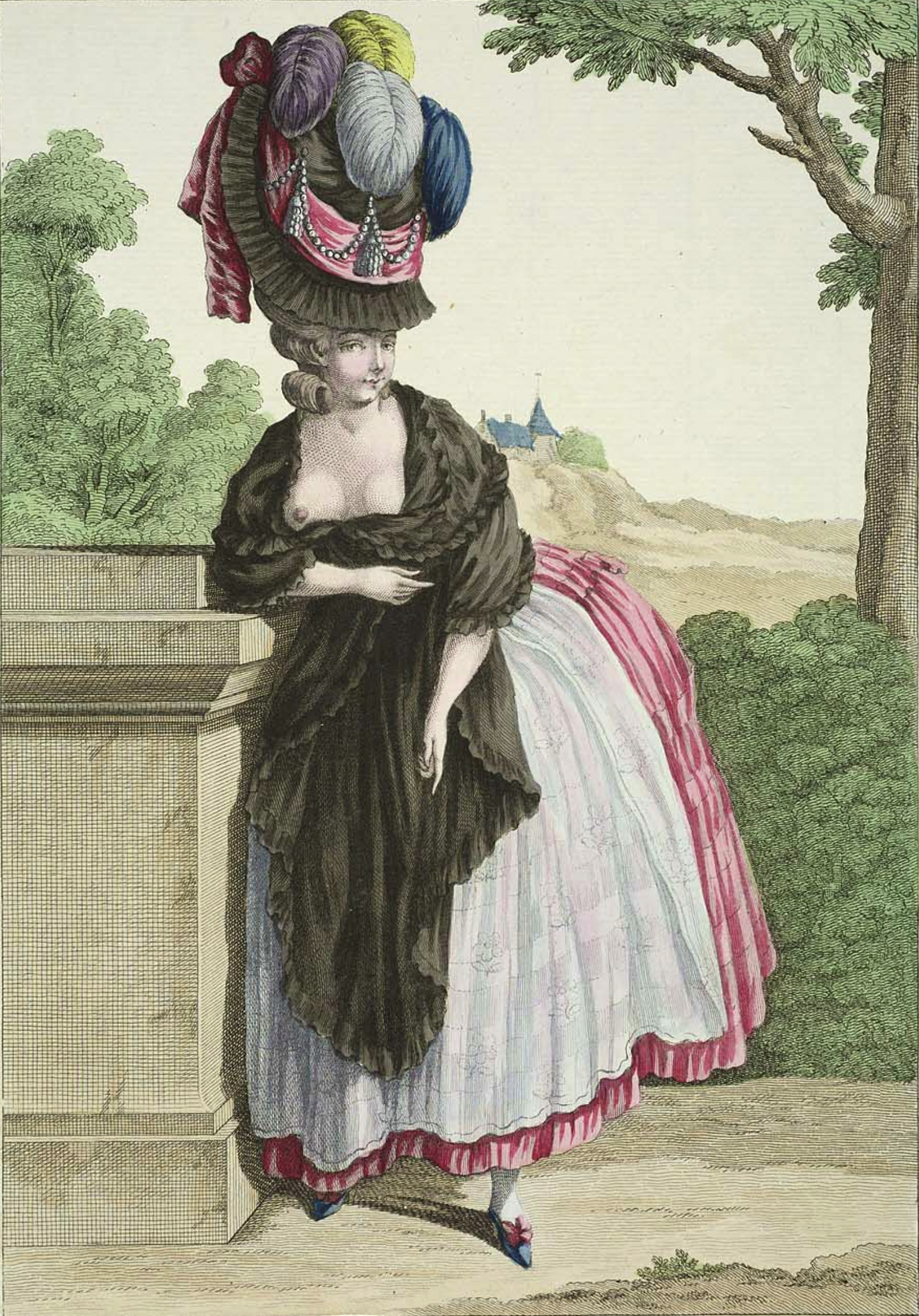
Illustration von Desrais (1778)

Claude-Louis Desrais, auch Claude-Louis Desray, (* 1746 in Paris; † 25. Februar 1816 ebenda) war ein französischer Maler, Zeichner und Illustrator.
Desrais war der Neffe von Étienne Desrais, einem der Direktoren der Pariser Malerschule Académie de Saint-Luc. Seine Ausbildung erhielt er im Atelier des Schlachtenmalers Francesco Casanova, dem Bruder des Abenteurers und Schriftstellers. Daneben besuchte er in den Jahren 1771 und 1772 die Académie royale. Schon früh verlegte er sich ganz auf das Zeichnen und Aquarellieren. Zu Beginn seiner Laufbahn noch im Klassizismus verhaftet, entwickelte er sich schnell bis ins ausgehende Empire zu einem der bestimmensten und gefragtesten Modezeichner seiner Zeit. Er war für die damals wichtigsten Modejournale, wie die Galerie des modes et costumes français oder das Cabinet des Modes, tätig. Daneben schuf er vor allem Portraits berühmter Personen sowie Zeichnungen zu militärischen und historischen Begebenheiten. Desrais war, wie viele seiner Künstlerkollegen seiner Zeit, Mitglied in verschiedenen Freimaurerlogen, wie La Vraie Lumière, Polymnie und La Réunion des Arts.